# Le Coq Sportif
Le Coq Sportif is een Franse fabrikant van voornamelijk sportschoenen en sportkleding. Het bedrijf werd in 1948 in Troyes opgericht door Emile Camuset. Daarvoor bestond het bedrijf al jaren, maar in 1948 werd het officieel geregistreerd. In 1949 kwam de zoon van Camuset, Roland, in het bedrijf werken. In dat jaar werd ook het eerste Le Coq Sportif-logo geregistreerd, een haan in een driehoek.
Le Coq Sportif betekent letterlijk 'de sportieve haan' (het Franse nationale symbool is een haan). In 1966 had Le Coq Sportif een samenwerkingsverband met Adidas, waarna Adidas Le Coq Sportif later opkocht. In 1995 werd Le Coq Sportif door Adidas verkocht. Daarna werd Le Coq Sportif behalve een sportmerk ook een modemerk.
Le Coq Sportif is partner met Yannick Noah (tennis), Joakim Noah (basketbal) en Frédéric Michalak (rugby).
Vroeger was het ook de kledingsponsor van onder andere het Argentijns voetbalelftal, Feyenoord, Ajax, PSV, Go Ahead Eagles, KAA Gent en Chelsea.

## Ronde van Frankrijk
In 1951 werd Le Coq Sportif de exclusieve kledingproducent van de Ronde van Frankrijk. Deelnemers van 12 internationale teams droegen een Le Coq Sportif shirt. Le Coq Sportif was tijdens de Ronde van Frankrijk in 1966 nog steeds de exclusieve shirtproducent echter het verschil met voorgaande jaren was dat vanaf dit moment het Le Coq Sportif logo op het shirt werd genaaid. Hierdoor werd het logo voor iedereen zichtbaar en ontstond de sterke naambekendheid van het merk in Frankrijk en daarbuiten.